# ペルソナ (人工衛星)
ペルソナはロシアの偵察衛星。ソ連時代のヤンターリの系譜を受け継ぐレスールスDK級対地観測衛星の派生型。
TsSKBプログレスが製造し、ロモやヴァヴィロフ国立光学研究所が光学系を製造した。

## 衛星
コスモス2441号と名づけられた初号機は、2008年7月26日にプレセツク宇宙基地43/3射点からソユーズ2.1bロケットで750kmの太陽同期軌道に打ち上げられた。しかし電気的故障のため、利用可能な画像の地球への送信ができずに失敗した。
2号機に当たるコスモス2486号は2013年6月7日に打ち上げられた。2015年6月23日に打ち上げられたコスモス2506号はペルソナの3号機と見られている。

## 詳細
衛星の重量は6500kg、全長7m、直径2.7m。
衛星の光学サブシステムはコルシュ式反射望遠鏡型式で、第一反射鏡が1.5m、焦点距離が20mである。
CCDイメージセンサはおそらくピクセルサイズ9µmのELCT1080v1Uとされる。
CCDの製造は旧ELECTRON-OPTRONICとして知られるELAR（ЭЛАР）科学製造社であり、焦点面ユニットはオプテックス（ОПТЭКС）科学製造合同が製造した。
天底画像解像度はパンクロ画像で33cm。7年間の運用を計画している。

## 註
1. ↑  Clark, Stephen (2008年7月26日). “Soyuz 2-1b rocket launches classified military payload”.   Spaceflight Now. 2008年10月27日閲覧。
2. ↑  “В гибели военного спутника виноваты детали” (ロシア語).   Российская газета. 2009年2月11日閲覧。
3. ↑  Graham, William. “Russian spy satellite launched via Soyuz 2-1B”.   NASASpaceflight.com. 2013年6月8日閲覧。
4. ↑  “ОПТИКО-ЭЛЕКТРОННЫЕ СИСТЕМЫ ДЛЯ ДИСТАНЦИОННОГО ЗОНДИРОВАНИЯ ЗЕМЛИ” (ロシア語).   LOMO. 2008年10月27日閲覧。
5. ↑  “Разработки и производство ФПЗС и цифровых камер на их основе” (ロシア語).   Интернет-журнал "ТелеФото Техника" Тип ФПЗС ELCT1080v1U ... Размеры элемента, µм 9х9" (2008年11月1日). 2015年7月1日閲覧。
6. ↑  “ФПЗС ВЗН” (ロシア語).   NPP-ELAR. 2008年10月27日閲覧。